# Сребырна (село)
Сребырна (болг. Сребърна) — село в Болгарии. Находится в Силистренской области, входит в общину Силистра. Население составляет 688 человек.
Рядом с селом находится Природный заповедник Сребырна, входящий в список Всемирного наследия ЮНЕСКО.

## Политическая ситуация
В местном кметстве Сребырна, в состав которого входит Сребырна, должность кмета (старосты) исполняет Георги Иванов Иванов (независимый) по результатам выборов правления кметства.
Кмет (мэр) общины Силистра — Иво Кирилов Андонов (инициативный комитет) по результатам выборов в правление общины.